# となみ野農業協同組合
となみ野農業協同組合（となみののうぎょうきょうどうくみあい）は、富山県砺波市に本店を置く農業協同組合。略称はJAとなみ野。

## 営業エリア
- 砺波市全域
- 南砺市のうち旧福野町、井波町、利賀村

## 店舗
| 店舗コード | 店舗名               | 所在地              |
| ---------- | -------------------- | ------------------- |
| 601        | 本店                 | 砺波市宮沢町3-11    |
| 602        | 出町支店             | 砺波市表町5-9       |
| 603        | 庄西支店             | 砺波市矢木25-1      |
| 606        | 中央支店             | 砺波市苗加896       |
| 609        | 北部支店             | 砺波市林1107        |
| 611        | 油田支店             | 砺波市三郎丸247-1   |
| 615        | 庄東支店             | 砺波市頼成46        |
| 626        | 福野支店             | 南砺市柴田屋30      |
| 643        | 庄川支店             | 砺波市庄川町青島846 |
| 657        | 井波本町支店         | 南砺市本町2-10      |
| 665        | 井波中央支店         | 南砺市岩屋277-2     |
|            | 利賀ふれあいセンター | 南砺市利賀村171     |

2024年（令和6年）1月27日に利賀支店（南砺市利賀村171）の金融機関の店舗業務は井波中央支店に移管され、同年2月1日からは書類取次等のみを行う利賀ふれあいセンターとなっている。

## 販売品目

### 特産品
- タマネギ[2]
- となみ野米コシヒカリ
- さといも
- 大門素麺
- チューリップ切花
- 種もみ